# (11771) Maestlin
(11771) Maestlin  es un asteroide perteneciente al cinturón de asteroides, descubierto el 29 de septiembre de 1973 por Cornelis Johannes van Houten e Ingrid van Houten-Groeneveld sobre fotografías de Tom Gehrels desde el Observatorio de Palomar, en Estados Unidos.

## Designación y nombre
Maestlin se designó inicialmente como 4136 T-2.
Más adelante fue nombrado en honor al astrónomo y matemático alemán  Michael Maestlin (1550-1631).

## Características orbitales
Maestlin orbita a una distancia media del Sol de 2,9195 ua, pudiendo acercarse hasta 2,2954 ua y alejarse hasta 3,5437 ua. Tiene una excentricidad de 0,2137 y una inclinación orbital de 7,5131° grados. Emplea en completar una órbita alrededor del Sol 1822 días.

## Características físicas
Su magnitud absoluta es 14,1. Tiene 7,602 km de diámetro. Su albedo se estima en 0,084. El valor de su periodo de rotación es de 4,0975 h.